# Servizi del Parlamento

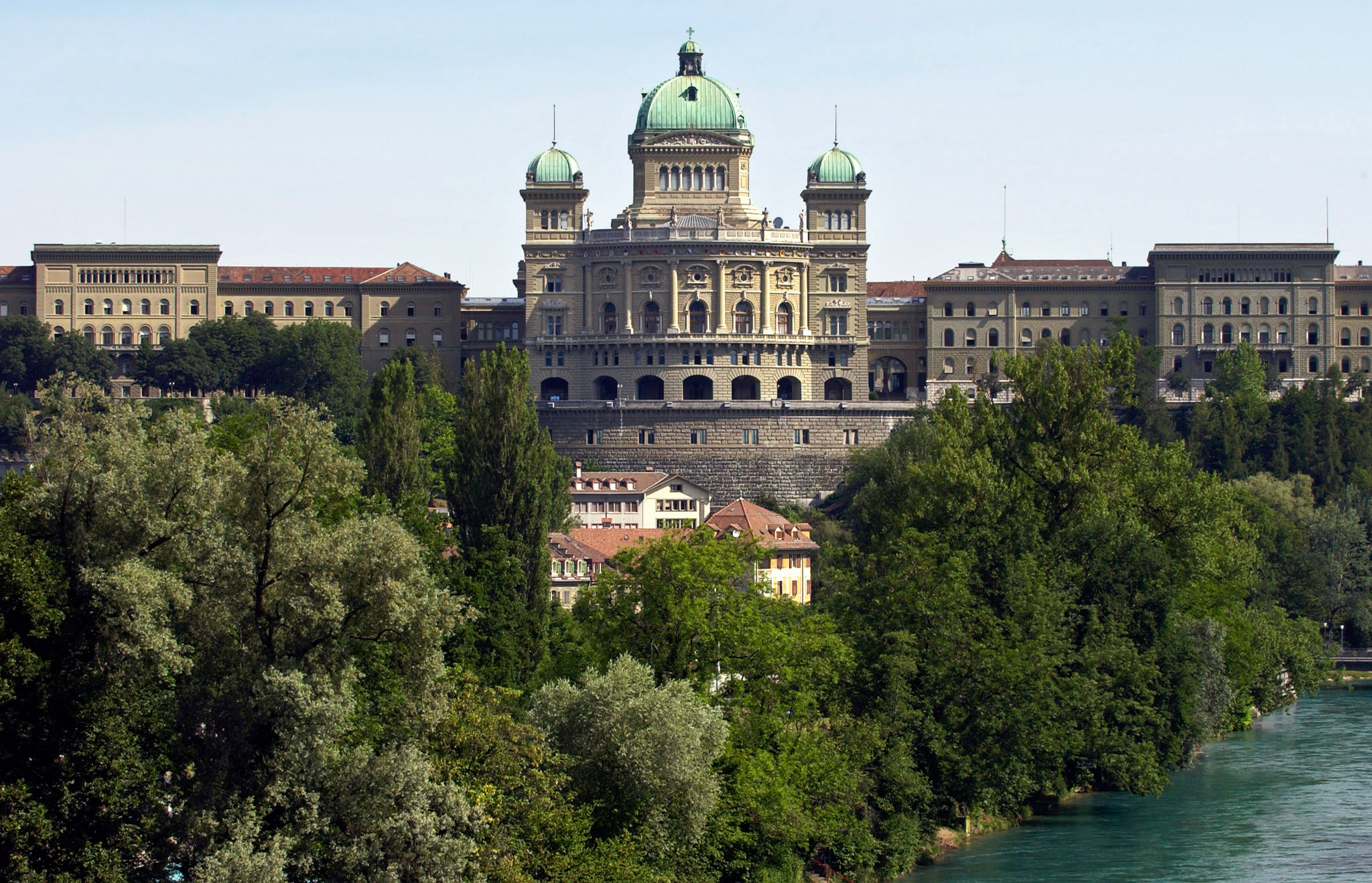
Il Palazzo federale, sede dell’Assemblea federale e dei Servizi del Parlamento

I Servizi del Parlamento sono i servizi amministrativi centrali che assistono l’Assemblea federale svizzera nell’adempimento dei suoi compiti.

## Storia
La Costituzione federale del 1848 prevede una sola segreteria per il Consiglio federale e il Parlamento: la Cancelleria federale. Il cancelliere della Confederazione assume la funzione di segretario del Consiglio nazionale fino al 1920 e il vicecancelliere quella di segretario del Consiglio degli Stati fino al 1980.
La segreteria dell’Assemblea federale è istituita per la prima volta nel 1919 con la legge sull’organizzazione della Cancelleria federale, di cui fa parte. 
Nel 1962 la segreteria dell’Assemblea federale è definita in questi termini nella nuova legge sui rapporti fra i Consigli: 
1. Gli affari di cancelleria dell’Assemblea federale (Consigli separati e Consigli uniti) sono sbrigati, in seno alla Cancelleria federale, dalla segreteria dell’Assemblea federale, diretta dal segretario generale dell’Assemblea federale.
2. Il segretario generale dell’Assemblea federale è sottoposto ai presidenti dei due Consigli[3].

Negli anni Sessanta del secolo scorso, a seguito dell’Affare Mirage da più parti viene chiesto di rendere i Servizi del Parlamento indipendenti dall’Esecutivo. Nel 1967 l’Assemblea federale si dota così di un servizio di documentazione e di una segreteria permanente delle Commissioni della gestione. Progressivamente i Servizi del Parlamento si staccano dalla Cancelleria federale. Il decreto del 9 marzo 1972 sui Servizi del Parlamento precisa che «nell’esercizio delle loro funzioni, i Servizi del Parlamento sono indipendenti dal Consiglio federale e dalla Cancelleria federale». Restano tuttavia giuridicamente subordinati alla Cancelleria federale. 
Dal 1988 i Servizi del Parlamento hanno il proprio organo direttivo: la Delegazione amministrativa, composta dal presidente e dai due vicepresidenti di ciascuna Camera. Il segretario dell’Assemblea federale continua a essere eletto dal Consiglio federale e il vicecancelliere assume anche la funzione di segretario del Consiglio degli Stati. Il Controllo parlamentare dell’amministrazione è istituito nel 1990 con l’incarico di «esamina[re], su mandato delle Commissioni della gestione, i compiti dell’amministrazione, il loro adempimento e gli effetti dell’operato delle autorità e dell’amministrazione».
Il distacco dei Servizi del Parlamento dalla Cancelleria federale diviene ufficiale nel 1999, con l’adozione della nuova Costituzione, la quale stabilisce all’articolo 155 che i Servizi del Parlamento sono direttamente subordinati all’Assemblea federale. Da allora sono indipendenti dall’Amministrazione federale, ma possono fare capo ai suoi servizi nella misura in cui l’adempimento dei loro compiti lo esiga. Possono ad esempio chiedere informazioni sugli affari della Confederazione.
Dal 1919 l’Assemblea federale ha avuto sette segretari generali e due segretarie generali:
- Philippe Schwab (dal 2013)
- Christoph Lanz (2008–2013)
- Mariangela Wallimann-Bornatico (1999–2008)
- Annemarie Huber-Hotz (1992–1999)
- Jean-Marc Sauvant (1981–1992)
- Alois Pfister (1969–1981)
- Hans Brühwiler (1954–1969)
- Frédéric Geissbühler (1940–1954)
- Fritz Gygax (1919–1940)

## Organizzazione
I Servizi del Parlamento assistono le due Camere dell’Assemblea federale. Sono diretti dal segretario generale dell’Assemblea federale. Dal 2013 questa carica è ricoperta da Philippe Schwab. Nell’adempimento dei suoi compiti, il segretario generale dell’Assemblea federale è assistito da altri sette membri della Direzione.
La Delegazione amministrativa, composta di tre membri dell’Ufficio del Consiglio nazionale e da tre dell’Ufficio del Consiglio degli Stati, è incaricata della direzione suprema dei Servizi del Parlamento.
I Servizi del Parlamento sono suddivisi nei seguenti settori:
- Stato maggiore, che comprende la segreteria del Consiglio nazionale, la segreteria del Consiglio degli Stati, il Servizio giuridico, la Segreteria centrale, la segreteria delle Commissioni della gestione, la segreteria delle Commissioni delle finanze e il Controllo parlamentare dell’amministrazione;
- Informazione, che comprende l’area Informazione & redazione, l’area Pubblicazioni e produzione, l’area Visite guidate & eventi e il Bollettino ufficiale;
- Relazioni internazionali & plurilinguismo, che comprende la segreteria delle Commissioni della politica estera, le segreterie delle delegazioni in assemblee parlamentari internazionali, le delegazioni incaricate delle relazioni con i Parlamenti di altri Stati, l’area Protocollo & viaggi, la Segreteria di lingua italiana, l’area Traduzione e l’area Interpretariato;
- Commissioni & ricerca, che comprende le segreterie di commissioni (eccetto quelle delle commissioni della politica estera, della gestione e delle finanze), la Biblioteca del Parlamento e il centro di competenza per i paragrammi;
- Infrastruttura & Sicurezza, che comprende il servizio incaricato della sicurezza, il servizio incaricato dell’esercizio delle infrastrutture e degli uscieri nonché un pool di supporto per le infrastrutture.

Inoltre, l’area Prestazioni digitali, trasversale a tutta l’organizzazione, gestisce le infrastrutture informatiche e fornisce le sue prestazioni sia ai collaboratori dei Servizi del Parlamento sia ai membri del Parlamento. 

## Compiti
I compiti dei Servizi del Parlamento sono definiti all’articolo 64 della legge sul Parlamento (RS 171.10).
I Servizi del Parlamento forniscono assistenza all’Assemblea federale in diversi modi. La segreteria del Consiglio nazionale e la segreteria del Consiglio degli Stati pianificano e organizzano le quattro sessioni ordinarie annuali, alle quali si aggiungono eventuali sessioni speciali e straordinarie. Assistono anche i membri della presidenza e dell’Ufficio di ogni Consiglio. La Segreteria centrale si occupa inoltre di registrare gli oggetti parlamentari. 
Durante l’anno le segreterie delle commissioni legislative e di vigilanza organizzano le sedute delle commissioni e ne preparano il contenuto, assicurando inoltre il rispetto delle procedure parlamentari durante l’esame degli oggetti. Per quanto concerne il centro di competenze per i paragrammi, questo realizza i paragrammi dei progetti di legge trattati nelle commissioni e nelle Camere.
L’area Bollettino ufficiale redige i verbali delle sedute delle commissioni e trascrive l’integralità delle deliberazioni delle Camere. Durante le sessioni pubblica le trascrizioni sul sito Internet del Parlamento man mano che procedono i dibattiti. 
L’area Traduzione garantisce che i documenti distribuiti ai parlamentari e le informazioni al pubblico siano disponibili in tutte le lingue ufficiali. La traduzione in italiano è invece garantita dalla Divisione italiana della Cancelleria federale che, conformemente all’articolo 12 capoverso 3 OSLing, funge da servizio linguistico di lingua italiana per l’Assemblea federale. Nel Consiglio nazionale interpreti traducono simultaneamente le deliberazioni in tedesco, francese e italiano. 
Le segreterie delle Commissioni della politica estera delle due Camere, le segreterie delle delegazioni presso assemblee parlamentari internazionali e le segreterie delle delegazioni per le relazioni con Parlamenti esteri assistono l’Assemblea federale nelle relazioni internazionali. L’area Protocollo & viaggi organizza le visite ufficiali deputati all’estero e l’accoglienza di delegazioni estere.
Il Controllo parlamentare dell’amministrazione (CPA) è il servizio di valutazione dell’Assemblea federale. Su incarico delle Commissioni della gestione (CdG) conduce studi in merito alla legalità, all’adeguatezza e all’efficacia dell’operato delle autorità federali.
Per quanto concerne l’informazione, la Biblioteca del Parlamento predispone la documentazione per i parlamentari e garantisce loro aggiornamenti sull’attualità. Il settore Informazione risponde alle domande dei media e coordina la comunicazione dei Servizi del Parlamento. I Servizi del Parlamento informano il pubblico sull’Assemblea federale e i suoi lavori tramite Internet, con visite guidate del Palazzo federale e con appositi eventi, assicurando inoltre la trasmissione in diretta delle sessioni parlamentari sul sito del Parlamento. 
Il settore Infrastruttura & Sicurezza provvede affinché l’Assemblea federale disponga di infrastrutture adeguate, in particolare il Palazzo federale, nel quale essa si riunisce. Gli uscieri, riconoscibili dalle loro uniformi verdi, si tengono a disposizione dei parlamentari e accompagnano i presidenti delle Camere durante le manifestazioni pubbliche. 